# Służba Kontrwywiadu Wojskowego

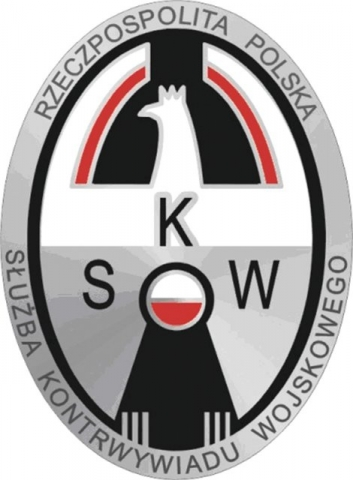
Pierwsze logo SKW
(do grudnia 2015).

Służba Kontrwywiadu Wojskowego (SKW) – polska służba specjalna właściwa w sprawach ochrony przed zagrożeniami wewnętrznymi dla obronności Rzeczypospolitej Polskiej oraz bezpieczeństwa i zdolności bojowej Sił Zbrojnych Rzeczypospolitej Polskiej podlegająca Ministrowi Obrony Narodowej. Służba pełni rolę kontrwywiadowczą.
SKW rozpoczęła działalność 1 października 2006 r. Dzień wcześniej (30 września 2006 r.) zostały rozwiązane Wojskowe Służby Informacyjne.
22 czerwca 2012 r. – w dniu święta SKW – nadano formacji pierwszy sztandar. Drugi sztandar nadano SKW 3 marca 2017 r.

## Podstawa prawna
Do najważniejszych ustaw, które regulują działalność SKW należą:
- Ustawa z dnia 9 czerwca 2006 r. o Służbie Kontrwywiadu Wojskowego oraz Służbie Wywiadu Wojskowego (Dz.U. z 2024 r. poz. 1405)
- Ustawa z dnia 11 marca 2022 r. o obronie Ojczyzny (Dz.U. z 2022 r. poz. 2305 z późn. zm.)
- Ustawa z dnia 5 sierpnia 2010 r. o ochronie informacji niejawnych (Dz.U. z 2024 r. poz. 632)
- Ustawa z dnia 9 czerwca 2006 r. o służbie funkcjonariuszy Służby Kontrwywiadu Wojskowego oraz Służby Wywiadu Wojskowego (Dz.U. z 2025 r. poz. 694).

## Struktura
Służba Kontrwywiadu Wojskowego składa się z żołnierzy (oficerów, podoficerów), funkcjonariuszy SKW oraz pracowników cywilnych.
Zgodnie ze statutem z dnia 21 kwietnia 2017 r. oraz zarządzeniem Ministra Obrony Narodowej zmieniającym statut z dnia 13 grudnia 2024 r. w skład SKW wchodzą od 1 stycznia 2025 r. następujące jednostki organizacyjne:
1. Gabinet Szefa SKW;
2. Zarząd I
3. Zarząd II
4. Zarząd III
5. Zarząd IV
6. Zarząd V
7. Zarząd VI
8. Zarząd VII
9. Centrum Kontrwywiadowczej Osłony Wojsk Sojuszniczych
10. Biuro I
11. Biuro II
12. Biuro III
13. Biuro IV
14. Centrum Szkolenia i Rozwoju
15. Biuro Kadr
16. Biuro Administracyjne
17. Biuro Prawne
18. Zespół Audytu Wewnętrznego
19. Inspektorat SKW w Białymstoku
20. Inspektorat SKW w Bydgoszczy
21. Inspektorat SKW w Gdyni
22. Inspektorat SKW w Krakowie
23. Inspektorat SKW w Lublinie
24. Inspektorat SKW w Olsztynie
25. Inspektorat SKW w Poznaniu
26. Inspektorat SKW w Rzeszowie
27. Inspektorat SKW w Warszawie
28. Inspektorat SKW we Wrocławiu.

## Budżet
Wydatki i dochody Służby Kontrwywiadu Wojskowego są realizowane w części 29 budżetu państwa.
Koszty realizacji działań SKW, w zakresie których – ze względu na wyłączenie ich jawności – nie mogą być stosowane przepisy o finansach publicznych, rachunkowości i zamówieniach publicznych, są finansowane z utworzonego na ten cel funduszu operacyjnego.
Na rok 2023 budżet został zaplanowany w wysokości 481 923 tys. zł.
Budżet w latach 2006–2022

## Zadania
SKW jest służbą specjalną właściwą w sprawach ochrony przed zagrożeniami wewnętrznymi dla obronności Państwa, bezpieczeństwa i zdolności bojowej SZ RP oraz innych jednostek organizacyjnych podległych lub nadzorowanych przez Ministra Obrony Narodowej. Zadania SKW zostały określone w art. 5 ustawy o SKW oraz SWW. Należą do nich:
1. rozpoznawanie, zapobieganie oraz wykrywanie popełnianych przez żołnierzy pełniących czynną służbę wojskową, w tym również żołnierzy SKW i SWW, oraz pracowników SZ RP i innych jednostek organizacyjnych MON przestępstw:
  - przeciwko pokojowi, ludzkości oraz przestępstw wojennych określonych w rozdziale XVI ustawy z dnia 6 czerwca 1997 r. – Kodeks karny, a także innych ustawach i umowach międzynarodowych,
  - przeciwko Rzeczypospolitej Polskiej określonych w rozdziale XVII ustawy z dnia 6 czerwca 1997 r. – Kodeks karny oraz takich czynów skierowanych przeciwko państwom obcym, które zapewniają wzajemność,
  - w celu osłabienia mocy obronnej Rzeczypospolitej Polskiej, przeprowadzenia gwałtownego zamachu na jednostkę SZ RP, niszczenie lub uszkadzanie obiektu albo urządzenia o znaczeniu obronnym (art. 140 KK),
  - przyjmowanie korzyści majątkowej w związku z pełnieniem funkcji publicznej (art. 228 KK), udzielanie lub obietnica udzielenia korzyści majątkowej lub osobistej osobie pełniącej funkcję publiczną (art. 229 KK), powołując się na wpływy w instytucji państwowej, samorządowej, organizacji międzynarodowej albo krajowej lub w zagranicznej jednostce organizacyjnej dysponującej środkami publicznymi albo wywołując przekonanie innej osoby lub utwierdzając ją w przekonaniu o istnieniu takich wpływów, podejmuje się pośrednictwa w załatwieniu sprawy w zamian za korzyść majątkową lub osobistą albo jej obietnicę (art. 230 KK), jeżeli mogą one zagrażać bezpieczeństwu lub zdolności bojowej SZ RP,
  - przeciwko ujawnianiu informacji niejawnych,
  - związanych z obrotem z zagranicą towarami, technologiami i usługami o znaczeniu strategicznym dla bezpieczeństwa państwa,
  - związanych z działalnością terrorystyczną oraz innych niż wymienione w lit. a-f, godzących w bezpieczeństwo potencjału obronnego państwa;
2. realizowanie zadań dotyczących ochrony państwa;
3. uzyskiwanie, gromadzenie, analizowanie, przetwarzanie informacji mogących mieć znaczenie dla obronności, bezpieczeństwa lub zdolności bojowej SZ RP;
4. prowadzenie kontrwywiadu radioelektronicznego oraz przedsięwzięć z zakresu ochrony kryptograficznej i kryptoanalizy;
5. uczestniczenie w planowaniu i przeprowadzaniu kontroli realizacji umów międzynarodowych dotyczących rozbrojenia;
6. ochrona bezpieczeństwa jednostek wojskowych oraz żołnierzy wykonujących zadania służbowe poza granicami państwa;
7. ochrona bezpieczeństwa badań naukowych i prac rozwojowych zleconych przez SZ RP oraz produkcji i obrotu towarami, technologiami i usługami o przeznaczeniu wojskowym zamówionymi przez SZ RP;
8. podejmowanie działań przewidzianych dla SKW w innych ustawach, a także umowach międzynarodowych, którymi Rzeczpospolita Polska jest związana[3].

Zadania SKW obejmują również rozpoznawanie oraz wykrywanie przestępstw, o których mowa w pkt. 1, popełnionych we współdziałaniu z żołnierzami pełniącymi czynną służbę wojskową, funkcjonariuszami SKW i SWW lub pracownikami SZ RP i innych jednostek organizacyjnych MON. Działalność SKW poza granicami Rzeczypospolitej Polskiej może być prowadzona w związku z jej działalnością na terytorium państwa wyłącznie w zakresie realizacji zadań określonych w pkt. 1 i 2

## Uprawnienia funkcjonariuszy
Uprawnienia funkcjonariuszy SKW oraz żołnierzy zawodowych wyznaczonych na stanowiska służbowe w SKW zostały uregulowane w rozdziale 3 ustawy o SKW oraz SWW.
Funkcjonariusze SKW wykonują czynności:
1. operacyjno-rozpoznawcze;
2. analityczno-informacyjne;
3. wynikające z przepisów ustawy z dnia 5 sierpnia 2010 r. o ochronie informacji niejawnych[3].

Prowadząc czynności operacyjno-rozpoznawcze, funkcjonariusze SKW mają prawo do:
- żądania niezbędnej pomocy od instytucji państwowych, organów administracji rządowej i samorządu terytorialnego oraz przedsiębiorców prowadzących działalność w zakresie użyteczności publicznej; wymienione instytucje, organy i przedsiębiorcy są obowiązani, w zakresie swojego działania, do udzielania nieodpłatnie tej pomocy, w ramach obowiązujących przepisów prawa;
- zwracania się o niezbędną pomoc do innych, niż wymienieni wyżej przedsiębiorców, jednostek organizacyjnych i organizacji społecznych, jak również zwracania się w nagłych wypadkach do każdej osoby o udzielenie doraźnej pomocy, w ramach obowiązujących przepisów prawa[3].

Funkcjonariusze SKW mają prawo przeprowadzania doprowadzenia lub konwoju. Mają również prawo do obserwowania i rejestrowania przy użyciu środków technicznych obrazu zdarzeń w miejscach publicznych oraz dźwięku towarzyszącego tym zdarzeniom w trakcie wykonywania czynności operacyjno-rozpoznawczych podejmowanych na podstawie ustawy. Szef SKW może zarządzić o zastosowaniu urządzeń uniemożliwiających telekomunikację na określonym obszarze, przez czas niezbędny do wykonywania czynności.
Funkcjonariusz SKW ma prawo do użycia środków przymusu bezpośredniego w przypadku:
1. wyegzekwowania wymaganego prawem zachowania zgodnie z wydanym przez uprawnionego poleceniem;
2. odparcia bezpośredniego, bezprawnego zamachu na życie, zdrowie lub wolność uprawnionego lub innej osoby;
3. przeciwdziałania czynnościom zmierzającym bezpośrednio do zamachu na życie, zdrowie lub wolność uprawnionego lub innej osoby;
4. ochrony porządku lub bezpieczeństwa na obszarach lub w obiektach chronionych przez uprawnionego;
5. przeciwdziałania niszczeniu mienia;
6. zapewnienia bezpieczeństwa konwoju lub doprowadzenia;
7. pokonania biernego oporu;
8. pokonania czynnego oporu[29].

Może wtedy wykorzystać następujące środki przymusu bezpośredniego:
- siły fizycznej w postaci następujących technik: transportowych, obrony, ataku, obezwładnienia;
- kajdanki: zakładane na ręce, zakładane na nogi, zespolone;
- pałka służbowa;
- pies służbowy;
- pociski niepenetracyjne;
- chemiczne środki obezwładniające w postaci: ręcznych miotaczy substancji obezwładniających i/lub innych urządzeń przeznaczonych do miotania środków obezwładniających;
- przedmioty przeznaczone do obezwładniania osób za pomocą energii elektrycznej;
- pojazdy służbowe[29].

Broni palnej może użyć w przypadku:
1. konieczności odparcia bezpośredniego, bezprawnego zamachu na: życie, zdrowie lub wolność uprawnionego lub innej osoby albo konieczność przeciwdziałania czynnościom zmierzającym bezpośrednio do takiego zamachu, ważne obiekty, urządzenia lub obszary albo konieczność przeciwdziałania czynnościom zmierzającym bezpośrednio do takiego zamachu, mienie, który stwarza jednocześnie bezpośrednie zagrożenie życia, zdrowia lub wolności uprawnionego lub innej osoby, albo konieczność przeciwdziałania czynnościom zmierzającym bezpośrednio do takiego zamachu, bezpieczeństwo konwoju lub doprowadzenia;
2. konieczności przeciwstawienia się osobie: niepodporządkowującej się wezwaniu do natychmiastowego porzucenia broni, materiału wybuchowego lub innego niebezpiecznego przedmiotu, którego użycie może zagrozić życiu, zdrowiu lub wolności uprawnionego lub innej osoby, która usiłuje bezprawnie odebrać broń palną uprawnionemu lub innej osobie uprawnionej do jej posiadania;
3. konieczności: ujęcia lub udaremnienia ucieczki osoby zatrzymanej, tymczasowo aresztowanej lub odbywającej karę pozbawienia wolności w związku z uzasadnionym podejrzeniem lub stwierdzeniem popełnienia lub przygotowania do popełnienia przestępstwa, o którym mowa w art. 5 ust. 1 pkt 1 ustawy z dnia 9 czerwca 2006 r. o SKW oraz SWW;
4. zatrzymania pojazdu, jeżeli jego działanie zagraża życiu lub zdrowiu uprawnionego lub innej osoby lub stwarza zagrożenie dla ważnych obiektów, urządzeń lub obszarów;
5. pokonania przeszkody uniemożliwiającej lub utrudniającej ujęcie osoby albo ratowanie życia lub zdrowia uprawnionego, innej osoby lub ratowanie mienia;
6. zaalarmowanie lub wezwanie pomocy;
7. unieszkodliwienie zwierzęcia, którego zachowanie zagraża bezpośrednio życiu lub zdrowiu uprawnionego lub innej osoby;
8. oddanie strzału ostrzegawczego;
9. zniszczenia lub unieruchomienia bezzałogowego statku powietrznego, w przypadkach określonych w ustawie z dnia 3 lipca 2002 r. – Prawo lotnicze[29].

Funkcjonariusze SKW mają również prawo do prowadzenia kontroli operacyjnej. Zgoda zostaje wydana przez Wojskowy Sąd Okręgowy w Warszawie na pisemny wniosek Szefa SKW złożony po uzyskaniu pisemnej zgody Prokuratora Generalnego. Kontrolę operacyjną zarządza się na okres nie dłuższy niż 3 miesiące i może zostać przedłużona o kolejne 3 miesiące. Kontrola operacyjna prowadzona jest niejawnie i polega na:
- uzyskiwaniu i utrwalaniu treści rozmów prowadzonych przy użyciu środków technicznych, w tym za pomocą sieci telekomunikacyjnych;
- uzyskiwaniu i utrwalaniu obrazu lub dźwięku osób z pomieszczeń, środków transportu lub miejsc innych niż miejsca publiczne;
- uzyskiwaniu i utrwalaniu treści korespondencji, w tym korespondencji prowadzonej za pomocą środków komunikacji elektronicznej;
- uzyskiwaniu i utrwalaniu danych zawartych w informatycznych nośnikach danych, telekomunikacyjnych urządzeniach końcowych, systemach informatycznych i teleinformatycznych;
- uzyskiwaniu dostępu i kontroli zawartości przesyłek[3].

SKW może uzyskiwać niezbędne do realizacji zadań dane niestanowiące treści odpowiednio, przekazu telekomunikacyjnego, przesyłki pocztowej albo przekazu w ramach usługi świadczonej drogą elektroniczną oraz może je przetwarzać bez wiedzy i zgody osoby, której dotyczą.
Funkcjonariusze SKW mogą przeprowadzać czynności operacyjno-rozpoznawcze polegające na dokonaniu w sposób niejawny nabycia, zbycia lub przejęcia przedmiotów pochodzących z przestępstwa, ulegających przepadkowi albo których wytwarzanie, posiadanie, przewożenie lub którymi obrót są zabronione, a także przyjęciu lub wręczeniu korzyści majątkowej. Szef SKW może również zarządzić niejawne nadzorowanie wytwarzania, przemieszczania, przechowywania i obrotu przedmiotami przestępstwa, jeżeli nie stworzy to zagrożenia dla życia lub zdrowia ludzkiego.
Przy wykonywaniu czynności operacyjno-rozpoznawczych funkcjonariusze SKW mogą posługiwać się środkami identyfikacji elektronicznej zawierającymi dane uniemożliwiające identyfikację funkcjonariusza.
Funkcjonariusze wykonujący zadania w zakresie ochrony w granicach chronionych obszarów i obiektów, jeżeli jest to niezbędne do zapewnienia bezpieczeństwa chronionych urządzeń, a także obszarów, obiektów oraz przebywających w nich osób, mają prawo:
1. ustalania uprawnień osób do przebywania na obszarach lub w obiektach chronionych,
2. legitymowania osób w celu ustalenia ich tożsamości,
3. wydawania poleceń dotyczących określonego zachowania się w granicach chronionych obszarów i obiektów, w tym ich opuszczenia,
4. ujęcia osób stwarzających bezpośrednie zagrożenie życia lub zdrowia ludzkiego, a także zagrożenie dla chronionego mienia, w celu niezwłocznego oddania tych osób Policji lub innym właściwym organom,
5. dokonywania sprawdzenia prewencyjnego, a także sprawdzania bagaży, środków transportu i ładunków,
6. usunięcia pojazdów z miejsca postoju[3].

## Status funkcjonariuszy
Funkcjonariusze Służby Kontrwywiadu Wojskowego mogą pełnić służbę, spełniając kryteria określone w Ustawie z dnia 9 czerwca 2006 r. o służbie funkcjonariuszy Służby Kontrwywiadu Wojskowego oraz Służby Wywiadu Wojskowego. 
Przed przyjęciem do służby, funkcjonariusze muszą złożyć ślubowanie wg. specjalnej roty i w ramach swoich działań muszą dochowywać obowiązków w niej określonych. 
Funkcjonariusze SKW podlegają pewnym ograniczeniom praw i wolności jednostki, m.in. nie mogą być członkami partii politycznych, zrzeszać się w związkach zawodowych, ani podejmować pracy zarobkowej poza Służbą. Muszą również uzyskiwać każdorazowo zgodę Szefa Służby na wyjazd za granicę i informować o wyjeździe za granicę dzieci i współmałżonka. 
Ponadto dla funkcjonariuszy SKW nie są przewidziane dodatki socjalne przewidziane dla żołnierzy SZ RP oraz funkcjonariuszy MSWiA, np. dodatek dla funkcjonariuszy za pełnienie służby w Warszawie czy wojskowe świadczenie mieszkaniowe.

## Nadzór nad SKW
Szef SKW podlega nadzorowi Ministra Obrony Narodowej, przy zachowaniu wybranych uprawnień Prezesa Rady Ministrów (art. 3 ust. 2). W ramach nadzoru Minister Obrony Narodowej określa kierunki działania SKW w drodze wiążących wytycznych oraz przyjmuje roczny plan działania na rok następny (składany na trzy miesiące przed końcem roku kalendarzowego) i coroczne sprawozdanie z działalności służby, składane do 31 marca (art. 7 ust. 1-3). Wytyczne określone przez Ministra Obrony Narodowej wymagają zatwierdzenia przez premiera, natomiast w przypadku powołania ministra koordynatora służb specjalnych są one z nim konsultowane. Minister Obrony Narodowej po uzyskaniu zgody Prezesa Rady Ministrów nadaje statut SKW określający organizację wewnętrzną (art. 21 ust. 1). Jako pozostałe kompetencje należące do Ministra Obrony Narodowej wobec SKW ustawa wskazuje:
- wnioskowanie o powołanie lub odwołanie szefa SKW (art. 13 ust. 1);
- powoływanie i odwoływanie zastępców szefa SKW po zasięgnięciu opinii Sejmowej Komisji ds. Służb Specjalnych (art. 13 ust. 3);
- wyrażanie zgody na zatwierdzanie zarządzeń szefa SKW dot. regulaminów jednostek organizacyjnych (art. 21 ust. 2);
- wyrażanie opinii dotyczącej współpracy SKW ze służbami innych państw (art. 9 ust. 2);
- określanie w drodze rozporządzenia formy i tryby współpracy między SKW i SWW (art. 8);
- określanie trybu i sposobu powoływanie jednostek organizacyjnych SKW wchodzących w skład jednostek Sił Zbrojnych RP realizujących zadania za granicą (art. 22 ust. 4);
- zatwierdza zarządzenia szefa SKW określające szczegółowe zasady tworzenia i gospodarowania funduszem operacyjnym (art. 11 ust. 3);
- określanie w drodze rozporządzeń szczegółowych warunków przeprowadzania i dokumentowania czynności polegających na obserwowaniu i rejestrowaniu przy użyciu środków technicznych obrazu zdarzeń w miejscach publicznych w trakcie wykonywania czynności operacyjno-rozpoznawczych (art. 29);
- pośredniczenie w uzyskiwaniu zgody premiera na sprawowanie przez funkcjonariuszy SKW funkcji związanej z byciem członkami zarządu, rady nadzorczej lub komisji rewizyjnej spółek prawa handlowego, spółdzielni (art. 41 ust. 3);
- określanie szczegółowego trybu i formy przeprowadzania postępowania kwalifikacyjnego wobec żołnierzy ubiegających się na stanowisko służbowe w SKW (art. 47 ust. 2);
- określanie wzoru legitymacji służbowej SKW oraz innych dokumentów (art. 48 ust. 2);
- określanie wysokości i sposobu wypłacania uposażenia i innych świadczeń pieniężnych przysługujących oddelegowanym żołnierzom (art. 50 ust. 3)[3].

Do kompetencji premiera należy wyrażanie zgody na współpracę SKW z organami i służbami innych państw, po zasięgnięciu opinii Ministra Obrony Narodowej (art. 9) oraz powoływanie i odwoływanie szefa SKW na wniosek Ministra Obrony Narodowej (art. 13 ust. 1-2). Premier może powierzyć część uprawnień nadzorczych ministrowi koordynatorowi służb specjalnych. Zadania i uprawnienia koordynatora są uregulowane w drodze rozporządzenia Prezesa Rady Ministrów. Do zadań ministra koordynatora należy sprawowanie nadzoru i kontroli nad służbami specjalnymi, koordynacja ich działań oraz wspieranie Rady Ministrów w kształtowaniu kierunków polityki rządu dotyczącej służb specjalnych. W zakresie kontroli i nadzoru minister koordynator odpowiada za wyznaczanie kierunków rozwoju i funkcjonowania SKW, monitorowanie realizacji zadań, ocenę stopnia realizacji corocznych planów, wyznaczanie celów i kierunków rozwoju współpracy międzynarodowej, rozpatrywanie skarg na działalność służb, przeprowadzanie kontroli i ocena stosowania przez służby specjalne uprawnień umożliwiających ingerencję w prawa i wolności człowieka i obywatela. W zakresie koordynacji działań służb minister koordynator jest zobowiązany do organizowania i zapewnienia współpracy służb specjalnych z innymi służbami i instytucjami realizującymi zadania w zakresie bezpieczeństwa państwa, zapewnianie efektywnego wykorzystania informacji dotyczących strategicznych interesów państwa, rozstrzyganie sporów kompetencyjnych między służbami specjalnymi. Oddelegowanie znacznej części obowiązków nadzorczych na ministra nie zmienia jednak szczególnych uprawnień premiera (m.in. powoływanie i odwoływanie szefa należy do wyłącznych uprawnień prezesa rady ministrów). Organem opiniodawczo-doradczym wspierającym premiera w nadzorze nad służbami jest działające przy Radzie Ministrów Kolegium ds. Służb Specjalnych (art. 11). W Kolegium zasiada m.in. Minister Obrony Narodowej. W związku z czym można traktować je jako forum umożliwiające ministrowi inicjowanie działań względem podległej służby.

## Kontrola nad SKW
Organem parlamentarnej (politycznej) kontroli nad szefem SKW jest Sejm (art. 3 ust. 3). Wyspecjalizowanym organem Izby w zakresie kontroli nad służbami specjalnymi jest Sejmowa Komisja ds. Służb Specjalnych. Oprócz Komisji parlamentarzyści mogą wykorzystać przysługujące im prawo do zapytań i interpelacji poselskich do członków Rady Ministrów (w tym sprawujących nadzór nad SKW Ministra Obrony Narodowej i Prezesa Rady Ministrów) jako narzędzia kontroli służącego do uzyskania informacji o działalności m.in. służb specjalnych (art. 115 Konstytucji RP).
W przypadku kontroli operacyjnej działalność SKW kontrolowana jest przez Wojskowy Sąd Okręgowy w Warszawie, który zarządza kontrolę operacyjną na wniosek szefa SKW, złożony po uzyskaniu pisemnej zgody Prokuratora Generalnego (art. 31 ust. 1). Prokuratura ocenia również merytoryczne przesłanki zastosowania kontroli operacyjnej oraz formalną poprawność wniosku.
Sądy administracyjne kontrolują decyzje administracyjne wydawane przez szefa oraz pełnią funkcję instytucji odwoławczej jego decyzji. Z perspektywy mechanizmów kontroli dotyczy to m.in. odmowy udzielenia informacji publicznej oraz są drugą instancją (pierwszą jest premier). Uchylenie decyzji szefa przez sąd nie oznacza, że szef automatycznie ma wydać pozytywną decyzję. Decyzja powraca wtedy do pierwszej instancji (tj. szefa SKW).
Kontrola sądów powszechnych obejmuje stosowanie przepisów Kodeksu pracy w zakresie warunków pracy, normowania czasu pracy oraz nawiązywania i rozwiązywania stosunku służbowego.
Z racji na status szefa SKW jako centralnego organu administracji rządowej jego działalność podlega kontroli Najwyższej Izby Kontroli (art. 2 ust. 1). Zadaniem NIK jest kontrola służby pod kątem zbadania funkcjonowania wewnętrznych mechanizmów działania, weryfikacji systemów zarządzania służbą, procedur i mechanizmów kontroli nad służbą oraz procesem naboru kandydatów. W 2014 roku NIK przeprowadził kontrolę polskich służb specjalnych, jednak raport z niej został utajniony. Ówczesny Prezes NIK, w krótkim oświadczeniu stwierdził, że w wielu obszarach służby specjalne kontrolują same siebie. W 2020 roku Prezes NIK odmówił wnioskowi Rzecznika Praw Obywatelskich o skontrolowanie służb. Odmowę argumentował nie wystarczającymi uprawnieniami kontrolerów Izby, którzy najpewniej spotkaliby się z odmową udzielenia im informacji o czynnościach operacyjno-rozpoznawczych. W odmowie Prezes Najwyższej Izby Kontroli zaznaczył, że służby wciąż praktycznie pozostają poza zewnętrzną kontrolą.
Trybunał Konstytucyjny kontroluje SKW z perspektywy badania zgodności podstaw prawnych jej działań z Konstytucją. Dotychczas działalność TK względem przepisów dotyczących SKW jest mniej ingerująca niż miało to miejsce w przypadku ABW i CBA. Najczęściej orzecznictwo Trybunału podejmuje kwestię SKW w ujęciu zbiorczym wraz z innymi służbami. Przykładowo TK odniósł się w wyroku z dnia 27 maja 2014 roku do przepisów emerytalnych funkcjonariuszy SKW i innych służb. TK bezpośrednio odniósł się do SKW w postanowieniu z 17 grudnia 2007 roku, stwierdzając, że przyporządkowanie nadzoru nad SKW Ministrowi Obrony Narodowej nie jest sprzeczne z konstytucyjnym zwierzchnictwem Prezydenta RP nad siłami zbrojnymi oraz nie doszukał się innych sprzeczności z Konstytucją i innymi aktami prawa.
Rzecznik Praw Obywatelskich kontroluje służby pod kątem naruszeń praw i wolności jednostki. Najczęściej działania RPO sprowadzają się do wnioskowania do TK o sprawdzenie zgodności ustawy, na podstawie której doszło do możliwego naruszenia praw z Konstytucją. Działalność RPO w odniesieniu do SKW jest jednak znikoma. Dotychczasowi ombudsmani nie poświęcili szczególnej uwagi działalności Służby Kontrwywiadu Wojskowego. Jednymi z nielicznych przykładów zainteresowania RPO kwestiami związanymi z SKW było zwrócenie uwagi Ministrowi Obrony Narodowej na trudności funkcjonariuszy SKW w uzyskaniu zwiększonych emerytur w związku ze służbą pełnioną w warunkach szczególnie zagrażających życiu i zdrowiu. Kontrola nad SKW została zbiorczo ujęta w ramach utworzonej w 2019 komisji ekspertów ds. przestrzegania praw obywatelskich w działaniach służb specjalnych, traktującej zbiorowo o polskich służbach. W 2020 komisja opublikowała wraz z Rzecznikiem wspólne stanowisko w kwestii przestrzegania praw i wolności przez służby w czasie pandemii COVID-19, jednak jego treść nie wspomina bezpośrednio SKW.

## Szef SKW

### Powołanie
Szefów SKW powołuje i odwołuje, na wniosek Ministra Obrony Narodowej, Prezes Rady Ministrów, po zasięgnięciu opinii Prezydenta Rzeczypospolitej Polskiej oraz Kolegium do Spraw Służb Specjalnych i Sejmowej Komisji do Spraw Służb Specjalnych.

### Odwołanie
Odwołanie Szefa SKW z zajmowanego stanowiska następuje w przypadku:
- rezygnacji z zajmowanego stanowiska;
- zrzeczenia się obywatelstwa polskiego lub nabycia obywatelstwa innego państwa;
- skazania prawomocnym wyrokiem sądu za przestępstwo lub przestępstwo skarbowe;
- utraty predyspozycji niezbędnych do zajmowania stanowiska;
- niewykonywania obowiązków z powodu choroby trwającej nieprzerwanie ponad 3 miesiące.

### Dotychczasowi Szefowie SKW
W okresie lipiec 2006 – 4 października 2006 Antoni Macierewicz pełnił funkcję Pełnomocnika ds. organizacji Służby Kontrwywiadu Wojskowego.
| Osoba | Osoba                        | Okres sprawowania funkcji | Okres sprawowania funkcji |
| #     | imię i nazwisko              | od                        | do                        |
| ----- | ---------------------------- | ------------------------- | ------------------------- |
| 1     | Antoni Macierewicz           | 4 października 2006       | 5 listopada 2007          |
| –     | płk Andrzej Kowalski (p.o.)  | 5 listopada 2007          | 20 listopada 2007         |
| –     | płk Grzegorz Reszka (p.o.)   | 20 listopada 2007         | 20 lutego 2008            |
| –     | płk. Janusz Nosek (p.o.)     | 20 lutego 2008            | 20 maja 2008              |
| 2     | gen. bryg. Janusz Nosek      | 20 maja 2008              | 8 października 2013       |
| –     | płk. Piotr Pytel (p.o.)      | 9 października 2013       | 10 stycznia 2014          |
| 3     | gen. bryg. Piotr Pytel       | 10 stycznia 2014          | 19 listopada 2015         |
| –     | Piotr Bączek (p.o.)          | 19 listopada 2015         | 19 lutego 2016            |
| 4     | Piotr Bączek                 | 19 lutego 2016            | 17 stycznia 2018          |
| 5     | gen. bryg. Maciej Materka    | 17 stycznia 2018          | listopad 2022             |
| 6     | gen. bryg. Maciej Szpanowski | listopad 2022             | 19 grudnia 2023           |
| 7     | gen. bryg. Jarosław Stróżyk  | 19 grudnia 2023           | nadal                     |

### Zastępcy Szefa SKW
- płk Krzysztof Dusza – zastępca szefa od grudnia 2023
- płk Artur Pluto – zastępca szefa od 2024

## Kontrowersyjne aspekty działalności SKW
Analizując historię SKW, uwagę zwraca niska transparentność tej służby oraz sporadyczne pojawianie się na łamach serwisów informacyjnych, często w atmosferze skandalu lub kontrowersji. Może wynikać to z wojskowego charakteru służby, który przekłada się na zogniskowanie działań wobec osób i mienia związanymi z siłami zbrojnymi. Jedno z pierwszych medialnych doniesień zarzucających niski poziom profesjonalizmu w SKW pochodzi z marca 2008 r. Sześciu oficerów SKW zdecydowało się opublikować na serwisie „Nasza-Klasa” zdjęcia zrobione podczas aktualnego pobytu w Afganistanie. Tym samym, grożąc dekonspiracją i narażeniem zarówno siebie, jak i innych żołnierzy. Wobec oficerów podjęto działania dyscyplinarne. W 2010 r. SKW odegrała znaczną rolę w ujawnieniu informacji o incydencie w Nangar Chel. W tym samym roku wojskowy kontrwywiad przyczynił się do zniszczenia składu ponad 1400 kg materiałów wybuchowych w Afganistanie. W 2011 r. dzięki staraniom SKW udało się zatrzymać 10 podejrzanych o działalność terrorystyczną, w tym dwójkę braci przywódcy Talibów w regionie Gelan (Afganistan) – Jahodiego. Sam Johodi zdołał uniknąć zatrzymania w obławie. Również w 2011 r. SKW udało się ustalić sprawców zamachów na patrol w Rawzie (Afganistan) w wyniku którego zginęło 5 żołnierzy z 20 brygady zmechanizowanej z Bartoszyc. Na problem szczątkowej transparentności SKW w 2014 r. zwróciła uwagę fundacja Panoptykon. SKW jako jedyna ze służb specjalnych odmówiła udzielania informacji publicznej na temat liczby przeprowadzonych kontroli operacyjnych. 17 czerwca 2014 r. Wojewódzki Sąd Administracyjny (WSA) w Warszawie orzekł na korzyść Fundacji Panoptykon. 19 maja 2017 r. ten sam WSA oddalił skargę fundacji na wykonanie wyroku z 2014 r. zarzucającą bezczynność szefowi SKW. Sąd stwierdził, że decyzję z 17 czerwca 2014 r. szef SKW otrzymał dopiero 9 stycznia 2017 r. Dodatkowo w 2016 r. szef SKW wydał decyzję o nieudzieleniu informacji fundacji Panoptykon. Zdaniem szefa SKW jest to informacja publiczna, ale o niejawnym charakterze, więc nie może być przekazana. W związku z tym nie można było zarzucić mu bezczynności.